# مکو
مکو (به انگلیسی: Meco) (با نام واقعی دومنیکو موناردو؛ زادهٔ ۲۹ نوامبر ۱۹۳۹) یک تهیّه‌کنندهٔ موسیقی و نوازندهٔ آمریکایی است. مکو بیش از هر چیز به خاطر ساخت ورژنی از ترانهٔ جنگ ستارگان که در سال ۱۹۷۷ در سبک اسپیس دیسکو ساخت شهرت دارد.